# Azione mutante
Azione mutante (Acción mutante) è un film del 1993 diretto da Álex de la Iglesia.

## Trama
Nel 2012, in un futuro post-apocalittico, mutanti terroristi rapiscono, nel giorno del suo matrimonio, la figlia di un miliardario. Ci saranno stragi, sia al momento del rapimento sia quando si pagherà il riscatto richiesto.

## Riconoscimenti
- Premi Goya 1993
  - miglior direttore di produzione
  - Miglior trucco
  - Migliori effetti speciali